# Богданов Василь Іванович
Василь Іванович Богданов (12 [24] січня 1837, Лихвин, Калузька губернія — 5 [17] серпня 1886, Миколаїв) — російський лікар, літератор, поет.

## Біографія
Василь Іванович Богданов народився у сім'ї священика. Освіту здобув світську, закінчивши в 1855 році Калузьку губернську гімназію. 1861 року закінчив медичний факультет Імператорського Московського університету, наступного року переїхав до Петербурга. Спочатку служив у лікарні для чорноробів і в пологовому виховному будинку, потім перейшов у морське відомство і протягом двадцяти років працював лікарем на Балтійському флоті — у Кронштадті та Петербурзі; в 1865—1867 роках здійснив навколосвітнє плавання. У 1885 році перевівся в Чорноморський флот. Був тісно пов'язаний із газетою «Іскра», у ній же вперше виступив як поет. Вірші друкувалися також у «Петербурзькому листку», журналах «Заноза» та «Осколки», в театральній газеті «Суфлер» (у ній, зокрема, в 1885 році було опубліковано переклад «Марсельєзи»).

## Література

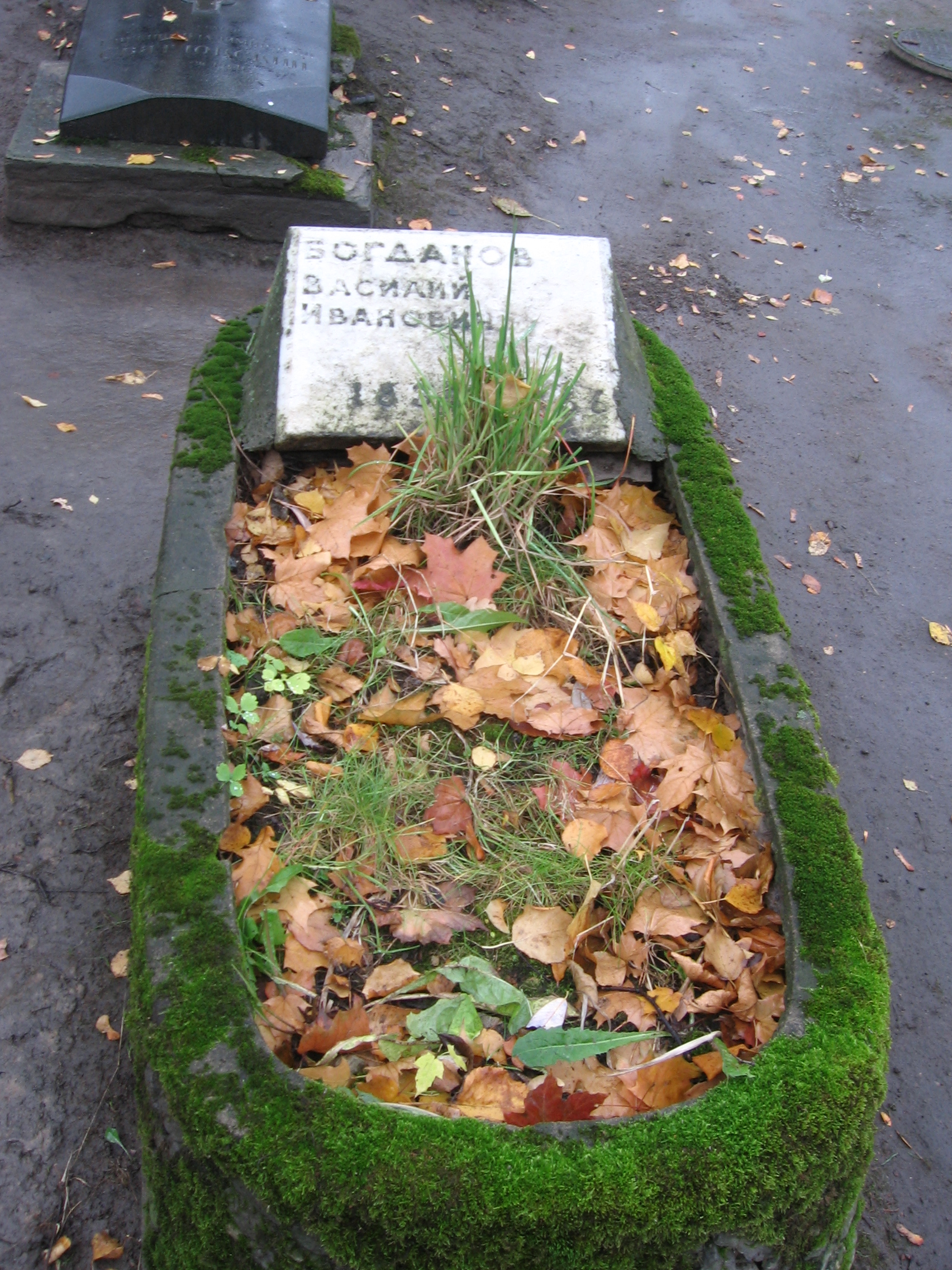
Могила поета на Літераторських містках